# Droga wojewódzka nr 672
Droga wojewódzka nr 672 (DW672) – droga wojewódzka o długości 32 km, przebiegająca w całości na terenie powiatu augustowskiego w województwie podlaskim.
Droga przebiega wzdłuż Kanału Augustowskiego, przecinając go na moście nad śluzą Gorczyca. W pobliżu drogi leżą jeziora: Serwy, Górczyckie, Orle, Pobojno, Paniewo, Krzywe, Kruglak i Mikaszewo oraz rezerwat przyrody Perkuć.

## Miejscowości leżące przy drodze DW672
- Przewięź
- Sucha Rzeczka
- Gorczyca
- Płaska
- Mikaszówka
- Gruszki
- Rudawka